# Kanton Caen-Hérouville (Caen-6)
Der Kanton Caen-Hérouville (Caen-6) war von 1973 bis 2015 ein französischer Wahlkreis im Département Calvados und in der damaligen Region Basse-Normandie. Er umfasste eine Gemeinden und einen Gemeindeteil im Arrondissement Caen; sein Hauptort (frz.: chef-lieu) war Caen. Die landesweiten Änderungen in der Zusammensetzung der Kantone brachten im März 2015 seine Auflösung. Vertreter im Generalrat des Départements war zuletzt seit 2008 Rodolphe Thomas. Der Kanton war der sechste Kanton im Stadtgebiet von Caen und wird daher auch als Canton de Caen-6 bezeichnet.

## Gemeinden
| Gemeinde               | Einwohner (Stand: 2022) | Code postal | Code Insee |
| ---------------------- | ----------------------- | ----------- | ---------- |
| Caen (teilweise)       | 108.398                 | 14000       | 14118      |
| Hérouville-Saint-Clair | 22.473                  | 14200       | 14327      |